# Werauhia pycnantha
Werauhia pycnantha là một loài thuộc chi Werauhia. Đây là loài bản địa của México.